# Liste antiker Ortsnamen und geographischer Bezeichnungen/Oz
| Lateinischer Name | Griechischer Name | Beschreibung | Heute | Quellen und Verweise | Lage |
| ----------------- | ----------------- | ------------ | ----- | -------------------- | ---- |
| Ozene             |                   |              |       | Smith;               |      |
| Ozogardana        |                   |              |       | Smith;               |      |